# Рубис, Пётр Ефимович
Пётр Ефимович Рубис (14 октября 1916, с. Тесны Витебской губернии, Российская империя — 11 апреля 1988, Витебск, Республика Беларусь) — советский государственный деятель, один из руководителей партизанского движения в Белоруссии в годы Великой Отечественной войны, председатель Витебского областного исполнительного комитета (1964—1977).

## Биография
В 1937—1940 годах на службе в РККА; на начало Великой Отечественной войны — заведующий отделом Россонского исполкома.
С сентября 1941 года — член Межевской подпольной организации КП(б)Б—ЛКСМБ. 29 мая 1942 года решением Россонского подпольного райкома КП(б)Б был назначен начальником штаба по руководству партизанскими отрядами Россонского района. С 26 августа 1942 года группа была переименована в Россонскую партизанскую бригаду им. И. В. Сталина. С октября 1942 года член Россонского подпольного районного комитета КП(б)Б.
После освобождения Белоруссии на партийной и советской работе.
С 12 января 1963 года до 28 декабря 1977 года возглавлял Витебский областной исполнительный комитет.
Депутат Верховного Совета СССР (1962—1966).

## Награды
- 3 ордена Ленина (1948[3], 18.01.1958)
- орден Октябрьской Революции
- орден Отечественной войны I степени
- орден Отечественной войны II степени (11.03.1985)
- орден Красной Звезды (07.03.1943)
- 2 ордена Трудового Красного Знамени (13.10.1976)[4]
- медали